# Portugals herrlandslag i vattenpolo
Portugals herrlandslag i vattenpolo representerar Portugal i vattenpolo på herrsidan. Laget deltog i 1952 års olympiska turnering, och slutade där på 18:e plats.

### Fotnoter
1. ↑  Todor Krastev (17 mars 1952). ”Men Water Polo Olympic Games 1952 Helsinki (FIN) - 25.07-02.08 Winner Hungary” (på engelska). Sport Statistics. Arkiverad från originalet den 29 juni 2015. https://web.archive.org/web/20150629171502/http://todor66.com/Water_Polo/Olympic/Men_1952.html. Läst 27 juni 2015.